# Guelfo II
Guelfo II (... – prima dell'876) fu un nobile svevo e primo appartenente al ramo svevo della dinastia dei vecchi Welfen.

## Biografia
Probabilmente Guelfo era un figlio di Corrado I d'Auxerre e sembra aver assunto gli uffici di suo padre in Svevia, come conte di Alpgau, conte di Linzgau e forse anche come conte di Argengau. Tuttavia, quando Corrado e gli altri suoi figli cambiarono signore passando da re Ludovico il Germanico a re Carlo il Calvo nell'859, Guelfo scompare da ogni documento. Si presume che sia caduto in disgrazia presso il re Ludovico e abbia perso i suoi uffici; il ramo svevo dell'anziano Guelfo non fu più menzionato fino a Rodolfo II, conte di Altdorf, che morì intorno al 990 e fu (secondo la leggenda) un discendente di Guelfo.

## Famiglia e figli
Da sua moglie Edvige di Buchau ebbe due figli:
- Verengerio, conte di Veringen;
- Etico (I), conte di Ammergau († dopo il 911). Quest'ultimo sposò Egila, figlia di Etelvulfo del Wessex, ed ebbero:
  - Enrico, conte del Carro d'Oro (mit den goldenen Wagen)[1]; sposato con Beata (Ata, Atha) di Hohenwart, figlia del conte Ratpoto I di Norital, della stirpe dei Ratpotoni, ed ebbero[1]: 
    - Etico (II), conte di Altdorf, che sposò Wilibirg di Eltersberg[1];
    - Corrado, vescovo di Costanza[1];
    - Rodolfo I, conte di Altdorf, che sposò una donna dal nome sconosciuto[1]. Essi ebbero: 
      - Rodolfo II, conte di Altdorf[1];
      - Etico, vescovo di Augusta († 988)[1].

## Ascendenza
|                       |                         |                       | Genitori            |  |  | Nonni |  |  | Bisnonni |  |  | Trisnonni |  |
|                       |                         |                       |                     |  |  |       |  |  | Ruthard  |  |  | …         |  |
|                       |                         |                       |                     |  |  |       |  |  | Ruthard  |  |  | …         |  |
|                       |                         | …                     |                     |  |  |       |  |  | Ruthard  |  |  |           |  |
| Guelfo I              |                         |                       |                     |  |  |       |  |  | Ruthard  |  |  |           |  |
|                       |                         | …                     | …                   |  |  |       |  |  |          |  |  |           |  |
|                       |                         | …                     | …                   |  |  |       |  |  |          |  |  |           |  |
|                       |                         | …                     | …                   |  |  |       |  |  |          |  |  |           |  |
| Corrado I di Borgogna |                         | …                     |                     |  |  |       |  |  |          |  |  |           |  |
|                       |                         | Isanbard              | Guerino di Turgovia |  |  |       |  |  |          |  |  |           |  |
|                       |                         | Isanbard              | Guerino di Turgovia |  |  |       |  |  |          |  |  |           |  |
|                       |                         | Isanbard              | Adelinde            |  |  |       |  |  |          |  |  |           |  |
| Edvige di Baviera     |                         | Isanbard              |                     |  |  |       |  |  |          |  |  |           |  |
|                       |                         | Thiedrada             | …                   |  |  |       |  |  |          |  |  |           |  |
|                       |                         | Thiedrada             | …                   |  |  |       |  |  |          |  |  |           |  |
|                       |                         | Thiedrada             | …                   |  |  |       |  |  |          |  |  |           |  |
| Guelfo II             |                         | Thiedrada             |                     |  |  |       |  |  |          |  |  |           |  |
|                       | Liutfrido II di Sundgau | Liutfrido I d'Alsazia |                     |  |  |       |  |  |          |  |  |           |  |
|                       | Liutfrido II di Sundgau | Liutfrido I d'Alsazia |                     |  |  |       |  |  |          |  |  |           |  |
|                       | Liutfrido II di Sundgau | Iltrude di Wormsgau   |                     |  |  |       |  |  |          |  |  |           |  |
| Ugo di Tours          | Liutfrido II di Sundgau |                       |                     |  |  |       |  |  |          |  |  |           |  |
|                       |                         | Bava d'Alsazia        | …                   |  |  |       |  |  |          |  |  |           |  |
|                       |                         | Bava d'Alsazia        | …                   |  |  |       |  |  |          |  |  |           |  |
|                       |                         | Bava d'Alsazia        | …                   |  |  |       |  |  |          |  |  |           |  |
| Adelaide d'Alsazia    |                         | Bava d'Alsazia        |                     |  |  |       |  |  |          |  |  |           |  |
|                       |                         | …                     | …                   |  |  |       |  |  |          |  |  |           |  |
|                       |                         | …                     | …                   |  |  |       |  |  |          |  |  |           |  |
|                       |                         | …                     | …                   |  |  |       |  |  |          |  |  |           |  |
| Ava/Bava              |                         | …                     |                     |  |  |       |  |  |          |  |  |           |  |
|                       |                         | …                     | …                   |  |  |       |  |  |          |  |  |           |  |
|                       |                         | …                     | …                   |  |  |       |  |  |          |  |  |           |  |
|                       |                         | …                     | …                   |  |  |       |  |  |          |  |  |           |  |
|                       |                         | …                     |                     |  |  |       |  |  |          |  |  |           |  |